# Storia dell'antropologia
Storia dell'antropologia è un saggio e manuale dell'antropologo italiano Ugo Fabietti, pubblicato in Italia da Zanichelli nel 1991 e nel 2020 alla sua quarta edizione postuma, rivista e corretta.

## Contenuto
Storia dell'antropologia ripercorre la storia dello sviluppo dell'antropologia dall'Ottocento agli anni Duemila con un'attenzione specifica ai suoi sviluppi in Gran Bretagna, Francia, Stati Uniti e Italia.
Nella sua quarta edizione, il testo è strutturato in due sezioni: sezione storia e sezione testi esemplari.

### Storia dell'antropologia
La sezione storia è strutturata in quattro parti che seguono una struttura cronologica: l’Ottocento, dalla fine dell’Ottocento alla prima guerra mondiale, dalla prima guerra mondiale alla metà del Novecento e dalla seconda metà del Novecento agli anni Duemila. I 20 capitoli vanno dalla nascita dell'antropologia fino ai paradigmi della contemporaneità.
Tra gli argomenti trattati dal testo di seguito un elenco dei principali autori presentati.
- Edward Tylor e l'Evoluzionismo (scienze etno-antropologiche)
- William Robertson Smith
- James George Frazer
- Lewis Morgan, i sistemi di parentela e l'evoluzione sociale
- Émile Durkheim, coscienza e rappresentazioni collettive
- Lucien Lévy-Bruhl e il prelogismo
- Robert Hertz
- Arnold Van Gennep
- Marcel Mauss
- L'etnografia agli inizi del Novecento
- Franz Boas
- Alfred L. Kroeber
- William Rivers
- Bronisław Malinowski
- Sigmund Freud
- Géza Róheim (non incluso tra i testi)
- John Layard
- Ernesto de Martino
- Marcel Griaule
- Maurice Leenhardt (non incluso tra i testi)
- Robert Montagne
- Ruth Benedict
- Gregory Bateson
- Margaret Mead
- Alfred Radcliffe-Brown
- Edward Evan Evans-Pritchard
- Giuseppe Cocchiara (non incluso tra i testi)
- Leslie White
- Julian Steward
- Marvin Harris
- Claude Lévi-Strauss
- Max Gluckman
- Victor Turner
- Edmund Leach
- Fredrick Barth
- Georges Balandier
- Roger Bastide
- Claude Meillassoux
- Maurice Godelier
- Pierre Clastres
- Clifford Geertz
- Pierre Bourdieu
- Thomas Csordas (non incluso tra i testi)
- Arjun Appadurai
- Marc Augé
- Marilyn Strathern
- Janet Carsten
- Loïc Wacquant
- Philippe Bourgois
- Daniel Miller
- Igor Kopytoff (non incluso tra i testi)
- Alfred Gell
- Bruno Latour (non incluso tra i testi)
- Tim Ingold
- Philippe Descola

### Testi esemplari
La sezione testi esemplari presenta una selezione antologica di saggi dei protagonisti dell’antropologia in italiano. La sezione è strutturata in 20 capitoli seguendo l'impianto della sezione storia e arricchendola con fonti primarie.
Gli autori presentati in questa sezione sono i seguenti elencati in ordine di apparizione nel testo e cronologico.
- Louis-François Jauffret
- Joseph-Marie de Gérando
- Richard Whately
- Charles Lyell
- John Lubbock
- Edward Tylor
- William Robertson Smith
- James George Frazer
- Lewis Henry Morgan
- Émile Durkheim
- Lucien Lévy-Bruhl
- Lamberto Loria e Aldobrandino Mochi
- Robert Hertz
- Arnold Van Gennep
- Émile Durkheim
- Marcel Mauss
- Fritz Graebner
- Wilhelm Schmidt
- Franz Boas
- Alfred Kroeber
- Clark Wissler
- Edward Sapir
- William Rivers
- Grafton Elliott Smith
- Bronisław Malinowski
- Sigmund Freud
- Lidio Cipriani
- Ernesto de Martino
- Marcel Griaule
- Robert Montagne
- Ruth Benedict
- Gregory Bateson
- Margaret Mead
- Alfred Radcliffe-Brown
- Edward Evan Evans-Pritchard
- Vittorio Lanternari
- Leslie White
- Julian Steward
- Marvin Harris
- Karl Polanyi
- Benjamin Lee Whorf
- Franz Boas
- Ward Goodenough
- Brent Berlin e Paul Kay
- Claude Lévi-Strauss
- Max Gluckman
- Victor Turner
- Edmund R. Leach
- Raymond Firth
- Fredrick Barth
- Georges Balandier
- Roger Bastide
- Claude Meillassoux
- Maurice Godelier
- Pierre Clastres
- James Clifford
- Pierre Bourdieu
- Paul Farmer
- Nancy Scheper-Hughes
- Arjun Appadurai
- Marc Augé
- Marilyn Strathern
- Janet Carsten
- Loïc Wacquant
- Philippe Bourgois e Jeff Schonberg
- Aihwa Ong
- Clara Han
- Clifford Geertz
- Daniel Miller
- Alfred Gell
- Tim Ingold
- Philippe Descola

## Ricezione e critica
Il testo è ampiamente usato come manuale universitario. Il libro ha avuto quattro edizioni (1991, 2001, 2011 e 2020) con numerose ristampe; la quarta edizione è stata pubblicata dopo la morte del suo autore avvenuta nel 2017 ed è introdotta dall'antropologo italiano Francesco Remotti e aggiornata da Claudia Mattalucci, Silvia Barberani, Silvia Vignato, Leopoldo Ivan Bargna e Mauro Van Aken. Nella sua introduzione Francesco Remotti sottolinea l'importanza della comparazione per Ugo Fabietti quale terreno al centro dell'esistenza stessa dell'antropologia.